# Eduard Stucken
Eduard Stucken (født 18. marts 1865 i Moskva, død 9. marts 1936 i Berlin) var en tysk forfatter.
Stucken var først købmand i Bremen, men opgav sin virksomhed for at blive forfatter. Han overtog 1890-1891 i Sendschirli ekspeditionen til det nordlige Syrien og studerede derpå assyriologi og ægyptologi i Berlin. Hans første bog, Astralmyten (1896) efterfulgtes af en række højst forskelligartede digtninge, der viser Stucken som en formfuld og idérig nyromantiker, som 
især i dramatisk form behandler de middelalderlige sagnkredse. 
Han skrev dramaerne Yrsa, Gawân, Lanvâl, Myrrha, Die Gesellschaft des Abbé Chateauneuf, Lanzelot, Astrid, Merlins Geburt, Die Hochzeit Adrian Brouwers og Tristam und Ysolt. Fremdeles udgav Stucken Balladen, Romanzen und Elegien, digtsamlingen Das Buch der Träume, den store romancyklus Die weissen Götter (3 bind, 1918-19), dramaerne Das verlorene Ich (1922), Vortigern (1923), Zauberer Meolin (1924) og Kaspar Hauser (1926) samt romanen Larión.